# عمر سلوي
عمر سَلوي (بالتركية: Ömer Selvi)‏, (ولد: 16 يناير 1976, «قويونلو» في نيدا، تركيا) سياسي تركي. ونائب سابق في البرلمان التركي في دورته (24) ممثلا عن حزب العدالة والتنمية.